# Tour de Californie féminin 2018
Cet article traite uniquement de la compétition féminine. Pour les résultats de la compétition masculine, voir Tour de Californie 2018.
La 4e édition du Tour de Californie féminin a lieu du 17 au 19 mai 2018. C'est la onzième épreuve de l'UCI World Tour féminin 2018.
La première étape se conclut au sprint et est remportée par Kendall Ryan. Sur l'étape reine, Katie Hall et Tayler Wiles se détachent dans la principale difficulté. Dans la côte vers l'arrivée, la première dispose de la deuxième et s'empare du maillot jaune. Le critérium de la troisième étape voit Arlenis Sierra gagner au sprint. Au classement général final, Katie Hall devance Tayler Wiles et Katarzyna Niewiadoma. Katie Hall est également meilleure grimpeuse, tandis que sa formation : UnitedHealthcare est la meilleure équipe. Emma White remporte le classement par points et Sara Poidevin celui de la meilleure jeune.

## Équipes
Certaines grosses équipes européennes telles que : Boels Dolmans, Mitchelton-Scott, Cylance, Ale Cipollini, Cervelo Bigla, Waowdeals, FDJ Nouvelle Aquitaine Futuroscope, BTC Ljubljana, Hitec Products et Virtu, ne sont pas présentes. La collision dans le calendrier international avec l'Emakumeen Euskal Bira explique ce fait.
| Équipes féminines professionnelles (13)- Astana Women's - Bepink - Canyon-SRAM Racing - Hagens Berman-Supermint - Team Illuminate - Rally - Sho-Air Twenty20 - Sunweb - Swapit Agolico - Tibco-Silicon Valley Bank - Trek-Drops - Unitedhealthcare Pro Cycling Team - Wiggle High5 Équipes nationales (2)- États-Unis - Mexique |
| |

## Étapes
| Étape     | Date   | Villes étapes                       | type              | Distance (km) | Vainqueur d'étape | Leader du classement général |
| --------- | ------ | ----------------------------------- | ----------------- | ------------- | ----------------- | ---------------------------- |
| 1re étape | 17 mai | Elk Grove – Elk Grove               | étape de plaine   | 123,5         | Kendall Ryan      | Kendall Ryan                 |
| 2e étape  | 18 mai | South Lake Tahoe – South Lake Tahoe | étape de montagne | 108           | Katie Hall        | Katie Hall                   |
| 3e étape  | 19 mai | Sacramento – Sacramento             | étape de plaine   | 70            | Arlenis Sierra    | Katie Hall                   |

## Déroulement de la course

### 1reétape
Par un temps clair, l'étape plate semble devoir se terminer par un sprint massif. Ingrid Drexel et Starla Teddergreen sont les premières à partir en échappée. Après avoir été reprises, Whitney Allison et Lisa Morzenti sortent à leur tour. Leur avance atteint une minute dix. Aux dix kilomètres, l'Américaine se lance dans une résistance solitaire contre le peloton. La victoire se dispute néanmoins au sprint. Emma White lance le sprint, mais est remontée par Kendall Ryan. Annette Edmondson complète le peloton,.
| \| Classement de l'étape \| Classement de l'étape \| Classement de l'étape \| Classement de l'étape \| Classement de l'étape \| \| Coureuse \| Coureuse \| Pays \| Équipe \| Temps \| \| --------------------- \| ----------------------- \| --------------------- \| ----------------------------- \| --------------------- \| \| 1re \| Kendall Ryan \| États-Unis \| Tibco-Silicon Valley Bank \| 3 h 07 min 08 s \| \| 2e \| Emma White \| États-Unis \| Rally Cycling \| + 0 s \| \| 3e \| Annette Edmondson \| Australie \| Wiggle High5 \| + 0 s \| \| 4e \| Alexis Magner \| États-Unis \| Canyon-SRAM Racing \| + 0 s \| \| 5e \| Coryn Rivera \| États-Unis \| Sunweb \| + 0 s \| \| 6e \| Jennifer Valente \| États-Unis \| Sho-Air Twenty20 \| + 0 s \| \| 7e \| Maria Vittoria Sperotto \| Italie \| Bepink \| + 0 s \| \| 8e \| Lily Williams \| États-Unis \| Hagens Berman-Supermint \| + 0 s \| \| 9e \| Lauretta Hanson \| Australie \| UnitedHealthcare Women's Team \| + 0 s \| \| 10e \| Skylar Schneider \| États-Unis \| États-Unis \| + 0 s \| |                         |            |                               |                 |
| |                         |            |                               |                 |
| Source : ProCyclingStats |                         |            |                               |                 |
| Classement de l'étape |                         |            |                               |                 |
| Coureuse | Coureuse                | Pays       | Équipe                        | Temps           |
| 1re | Kendall Ryan            | États-Unis | Tibco-Silicon Valley Bank     | 3 h 07 min 08 s |
| 2e | Emma White              | États-Unis | Rally Cycling                 | + 0 s           |
| 3e | Annette Edmondson       | Australie  | Wiggle High5                  | + 0 s           |
| 4e | Alexis Magner           | États-Unis | Canyon-SRAM Racing            | + 0 s           |
| 5e | Coryn Rivera            | États-Unis | Sunweb                        | + 0 s           |
| 6e | Jennifer Valente        | États-Unis | Sho-Air Twenty20              | + 0 s           |
| 7e | Maria Vittoria Sperotto | Italie     | Bepink                        | + 0 s           |
| 8e | Lily Williams           | États-Unis | Hagens Berman-Supermint       | + 0 s           |
| 9e | Lauretta Hanson         | Australie  | UnitedHealthcare Women's Team | + 0 s           |
| 10e | Skylar Schneider        | États-Unis | États-Unis                    | + 0 s           |

| \| Classement général \| Classement général \| Classement général \| Classement général \| Classement général \| \| Coureuse \| Coureuse \| Pays \| Équipe \| Temps \| \| ------------------ \| ----------------------- \| ------------------ \| ----------------------------- \| ------------------ \| \| 1re \| Kendall Ryan \| États-Unis \| Tibco-Silicon Valley Bank \| 3 h 06 min 58 s \| \| 2e \| Emma White \| États-Unis \| Rally Cycling \| + 4 s \| \| 3e \| Annette Edmondson \| Australie \| Wiggle High5 \| + 6 s \| \| 4e \| Alexis Magner \| États-Unis \| Canyon-SRAM Racing \| + 10 s \| \| 5e \| Coryn Rivera \| États-Unis \| Sunweb \| + 10 s \| \| 6e \| Jennifer Valente \| États-Unis \| Sho-Air Twenty20 \| + 10 s \| \| 7e \| Maria Vittoria Sperotto \| Italie \| Bepink \| + 10 s \| \| 8e \| Lily Williams \| États-Unis \| Hagens Berman-Supermint \| + 10 s \| \| 9e \| Lauretta Hanson \| Australie \| UnitedHealthcare Women's Team \| + 10 s \| \| 10e \| Skylar Schneider \| États-Unis \| États-Unis \| + 10 s \| |                         |            |                               |                 |
| |                         |            |                               |                 |
| Source : ProCyclingStats |                         |            |                               |                 |
| Classement général |                         |            |                               |                 |
| Coureuse | Coureuse                | Pays       | Équipe                        | Temps           |
| 1re | Kendall Ryan            | États-Unis | Tibco-Silicon Valley Bank     | 3 h 06 min 58 s |
| 2e | Emma White              | États-Unis | Rally Cycling                 | + 4 s           |
| 3e | Annette Edmondson       | Australie  | Wiggle High5                  | + 6 s           |
| 4e | Alexis Magner           | États-Unis | Canyon-SRAM Racing            | + 10 s          |
| 5e | Coryn Rivera            | États-Unis | Sunweb                        | + 10 s          |
| 6e | Jennifer Valente        | États-Unis | Sho-Air Twenty20              | + 10 s          |
| 7e | Maria Vittoria Sperotto | Italie     | Bepink                        | + 10 s          |
| 8e | Lily Williams           | États-Unis | Hagens Berman-Supermint       | + 10 s          |
| 9e | Lauretta Hanson         | Australie  | UnitedHealthcare Women's Team | + 10 s          |
| 10e | Skylar Schneider        | États-Unis | États-Unis                    | + 10 s          |

### 2eétape
Avec le passage du Daggett Pass à dix kilomètres de l'arrivée, cette deuxième étape est celle reine de l'épreuve. Dans la montée du Hwy 89 summit en début d'étape, Coryn Rivera, Lily Williams forment une échappée. Dans la descente, Lily Williams continue seule, Coryn Rivera étant reprise. Elle compte jusqu'à deux minutes d'avance, mais est reprise proche du pied du Daggett Pass à Sheridan, au kilomètre quatre-vingt-un, sous l'impulsion de l'équipe Bepink. Dans l'ascension, la formation UnitedHealthcare mène le peloton. À cinq kilomètres du sommet, Erica Magnaldi parvient cependant à attaquer. Derrière, Katie Hall, Katarzyna Niewiadoma, Tayler Wiles, Sara Poidevin, Carolina Rodríguez et Ruth Winder répondent à l'accélération. Cette dernière doit néanmoins lâcher prise. Au sommet, Katie Hall et Tayler Wiles sont légèrement détachées. Dans la côte de Heavenly Mountain Resort vers l'arrivée, Katie Hall attaque pour s'imposer. Elle réédite ainsi sa performance de l'année précédente et s'empare du maillot jaune,.
| \| Classement de l'étape \| Classement de l'étape \| Classement de l'étape \| Classement de l'étape \| Classement de l'étape \| \| Coureuse \| Coureuse \| Pays \| Équipe \| Temps \| \| --------------------- \| --------------------- \| --------------------- \| ----------------------------- \| --------------------- \| \| 1re \| Katie Hall \| États-Unis \| UnitedHealthcare Women's Team \| 3 h 06 min 41 s \| \| 2e \| Tayler Wiles \| États-Unis \| Trek-Drops \| + 25 s \| \| 3e \| Katarzyna Niewiadoma \| Pologne \| Canyon-SRAM Racing \| + 1 min 01 s \| \| 4e \| Erica Magnaldi \| Italie \| Bepink \| + 1 min 02 s \| \| 5e \| Brodie Chapman \| Australie \| Tibco-Silicon Valley Bank \| + 1 min 06 s \| \| 6e \| Carolina Rodríguez \| Mexique \| Astana Women's Team \| + 1 min 10 s \| \| 7e \| Sara Poidevin \| Canada \| Rally Cycling \| + 1 min 33 s \| \| 8e \| Leah Thomas \| États-Unis \| UnitedHealthcare Women's Team \| + 2 min 14 s \| \| 9e \| Juliette Labous \| France \| Sunweb \| + 2 min 18 s \| \| 10e \| Marcela Prieto \| Mexique \| Swapit Agolico \| + 2 min 21 s \| |                      |            |                               |                 |
| |                      |            |                               |                 |
| Source : ProCyclingStats |                      |            |                               |                 |
| Classement de l'étape |                      |            |                               |                 |
| Coureuse | Coureuse             | Pays       | Équipe                        | Temps           |
| 1re | Katie Hall           | États-Unis | UnitedHealthcare Women's Team | 3 h 06 min 41 s |
| 2e | Tayler Wiles         | États-Unis | Trek-Drops                    | + 25 s          |
| 3e | Katarzyna Niewiadoma | Pologne    | Canyon-SRAM Racing            | + 1 min 01 s    |
| 4e | Erica Magnaldi       | Italie     | Bepink                        | + 1 min 02 s    |
| 5e | Brodie Chapman       | Australie  | Tibco-Silicon Valley Bank     | + 1 min 06 s    |
| 6e | Carolina Rodríguez   | Mexique    | Astana Women's Team           | + 1 min 10 s    |
| 7e | Sara Poidevin        | Canada     | Rally Cycling                 | + 1 min 33 s    |
| 8e | Leah Thomas          | États-Unis | UnitedHealthcare Women's Team | + 2 min 14 s    |
| 9e | Juliette Labous      | France     | Sunweb                        | + 2 min 18 s    |
| 10e | Marcela Prieto       | Mexique    | Swapit Agolico                | + 2 min 21 s    |

| \| Classement général \| Classement général \| Classement général \| Classement général \| Classement général \| \| Coureuse \| Coureuse \| Pays \| Équipe \| Temps \| \| ------------------ \| -------------------- \| ------------------ \| ----------------------------- \| ------------------ \| \| 1re \| Katie Hall \| États-Unis \| UnitedHealthcare Women's Team \| 6 h 13 min 39 s \| \| 2e \| Tayler Wiles \| États-Unis \| Trek-Drops \| + 29 s \| \| 3e \| Katarzyna Niewiadoma \| Pologne \| Canyon-SRAM Racing \| + 1 min 07 s \| \| 4e \| Erica Magnaldi \| Italie \| Bepink \| + 1 min 12 s \| \| 5e \| Brodie Chapman \| Australie \| Tibco-Silicon Valley Bank \| + 1 min 16 s \| \| 6e \| Carolina Rodríguez \| Mexique \| Astana Women's Team \| + 1 min 20 s \| \| 7e \| Sara Poidevin \| Canada \| Rally Cycling \| + 1 min 43 s \| \| 8e \| Leah Thomas \| États-Unis \| UnitedHealthcare Women's Team \| + 2 min 24 s \| \| 9e \| Juliette Labous \| France \| Sunweb \| + 2 min 28 s \| \| 10e \| Marcela Prieto \| Mexique \| Swapit Agolico \| + 2 min 31 s \| |                      |            |                               |                 |
| |                      |            |                               |                 |
| Source : ProCyclingStats |                      |            |                               |                 |
| Classement général |                      |            |                               |                 |
| Coureuse | Coureuse             | Pays       | Équipe                        | Temps           |
| 1re | Katie Hall           | États-Unis | UnitedHealthcare Women's Team | 6 h 13 min 39 s |
| 2e | Tayler Wiles         | États-Unis | Trek-Drops                    | + 29 s          |
| 3e | Katarzyna Niewiadoma | Pologne    | Canyon-SRAM Racing            | + 1 min 07 s    |
| 4e | Erica Magnaldi       | Italie     | Bepink                        | + 1 min 12 s    |
| 5e | Brodie Chapman       | Australie  | Tibco-Silicon Valley Bank     | + 1 min 16 s    |
| 6e | Carolina Rodríguez   | Mexique    | Astana Women's Team           | + 1 min 20 s    |
| 7e | Sara Poidevin        | Canada     | Rally Cycling                 | + 1 min 43 s    |
| 8e | Leah Thomas          | États-Unis | UnitedHealthcare Women's Team | + 2 min 24 s    |
| 9e | Juliette Labous      | France     | Sunweb                        | + 2 min 28 s    |
| 10e | Marcela Prieto       | Mexique    | Swapit Agolico                | + 2 min 31 s    |

### 3eétape
Katie Hall aborde ce critérium dans de bonnes conditions ayant une avance conséquente sur Tayler Wiles, qui n'est de plus pas une sprinteuse. De nombreuses attaques ont lieu, mais la course se finit au sprint. Arlenis Sierra se montre la plus rapide devant Alexis Ryan, Emma White et Coryn Rivera,.
| \| Classement de l'étape \| Classement de l'étape \| Classement de l'étape \| Classement de l'étape \| Classement de l'étape \| \| Coureuse \| Coureuse \| Pays \| Équipe \| Temps \| \| --------------------- \| --------------------- \| --------------------- \| ----------------------------- \| --------------------- \| \| 1re \| Arlenis Sierra \| Cuba \| Astana Women's Team \| 1 h 37 min 32 s \| \| 2e \| Alexis Magner \| États-Unis \| Canyon-SRAM Racing \| + 0 s \| \| 3e \| Emma White \| États-Unis \| Rally Cycling \| + 0 s \| \| 4e \| Coryn Rivera \| États-Unis \| Sunweb \| + 0 s \| \| 5e \| Annette Edmondson \| Australie \| Wiggle High5 \| + 0 s \| \| 6e \| Skylar Schneider \| États-Unis \| Boels Dolmans \| + 0 s \| \| 7e \| Jennifer Valente \| États-Unis \| Sho-Air Twenty20 \| + 0 s \| \| 8e \| Macey Stewart \| Australie \| Wiggle High5 \| + 0 s \| \| 9e \| Sara Bergen \| Canada \| Rally Cycling \| + 0 s \| \| 10e \| Lauretta Hanson \| Australie \| UnitedHealthcare Women's Team \| + 0 s \| |                   |            |                               |                 |
| |                   |            |                               |                 |
| Source : ProCyclingStats |                   |            |                               |                 |
| Classement de l'étape |                   |            |                               |                 |
| Coureuse | Coureuse          | Pays       | Équipe                        | Temps           |
| 1re | Arlenis Sierra    | Cuba       | Astana Women's Team           | 1 h 37 min 32 s |
| 2e | Alexis Magner     | États-Unis | Canyon-SRAM Racing            | + 0 s           |
| 3e | Emma White        | États-Unis | Rally Cycling                 | + 0 s           |
| 4e | Coryn Rivera      | États-Unis | Sunweb                        | + 0 s           |
| 5e | Annette Edmondson | Australie  | Wiggle High5                  | + 0 s           |
| 6e | Skylar Schneider  | États-Unis | Boels Dolmans                 | + 0 s           |
| 7e | Jennifer Valente  | États-Unis | Sho-Air Twenty20              | + 0 s           |
| 8e | Macey Stewart     | Australie  | Wiggle High5                  | + 0 s           |
| 9e | Sara Bergen       | Canada     | Rally Cycling                 | + 0 s           |
| 10e | Lauretta Hanson   | Australie  | UnitedHealthcare Women's Team | + 0 s           |

## Classements finals

### Classement général final
| \| Classement général \| Classement général \| Classement général \| Classement général \| Classement général \| \| Coureuse \| Coureuse \| Pays \| Équipe \| Temps \| \| ------------------ \| -------------------- \| ------------------ \| ----------------------------- \| ------------------ \| \| 1re \| Katie Hall \| États-Unis \| UnitedHealthcare Women's Team \| 7 h 51 min 11 s \| \| 2e \| Tayler Wiles \| États-Unis \| Trek-Drops \| + 29 s \| \| 3e \| Katarzyna Niewiadoma \| Pologne \| Canyon-SRAM Racing \| + 1 min 07 s \| \| 4e \| Erica Magnaldi \| Italie \| Bepink \| + 1 min 12 s \| \| 5e \| Brodie Chapman \| Australie \| Tibco-Silicon Valley Bank \| + 1 min 16 s \| \| 6e \| Carolina Rodríguez \| Mexique \| Astana Women's Team \| + 1 min 20 s \| \| 7e \| Sara Poidevin \| Canada \| Rally Cycling \| + 1 min 43 s \| \| 8e \| Leah Thomas \| États-Unis \| UnitedHealthcare Women's Team \| + 2 min 24 s \| \| 9e \| Juliette Labous \| France \| Sunweb \| + 2 min 28 s \| \| 10e \| Marcela Prieto \| Mexique \| Swapit Agolico \| + 2 min 31 s \| |                      |            |                               |                 |
| |                      |            |                               |                 |
| Source : ProCyclingStats |                      |            |                               |                 |
| Classement général |                      |            |                               |                 |
| Coureuse | Coureuse             | Pays       | Équipe                        | Temps           |
| 1re | Katie Hall           | États-Unis | UnitedHealthcare Women's Team | 7 h 51 min 11 s |
| 2e | Tayler Wiles         | États-Unis | Trek-Drops                    | + 29 s          |
| 3e | Katarzyna Niewiadoma | Pologne    | Canyon-SRAM Racing            | + 1 min 07 s    |
| 4e | Erica Magnaldi       | Italie     | Bepink                        | + 1 min 12 s    |
| 5e | Brodie Chapman       | Australie  | Tibco-Silicon Valley Bank     | + 1 min 16 s    |
| 6e | Carolina Rodríguez   | Mexique    | Astana Women's Team           | + 1 min 20 s    |
| 7e | Sara Poidevin        | Canada     | Rally Cycling                 | + 1 min 43 s    |
| 8e | Leah Thomas          | États-Unis | UnitedHealthcare Women's Team | + 2 min 24 s    |
| 9e | Juliette Labous      | France     | Sunweb                        | + 2 min 28 s    |
| 10e | Marcela Prieto       | Mexique    | Swapit Agolico                | + 2 min 31 s    |

### Points UCI
| Position                  | 1er | 2e  | 3e  | 4e  | 5e | 6e | 7e | 8e | 9e | 10e | 11e | 12e | 13e | 14e | 15e | 16e à 30e | 31e à 40e |  |  |  |
| Classement général        | 200 | 150 | 125 | 100 | 85 | 70 | 60 | 50 | 40 | 35  | 30  | 25  | 20  | 15  | 10  | 5         | 3         |  |  |  |
| Étapes et demi-étapes     | 25  | 20  | 18  | 16  | 14 | 12 | 10 | 8  | 6  | 4   |     |     |     |     |     |           |           |  |  |  |
| Port du maillot de leader | 5   |     |     |     |    |    |    |    |    |     |     |     |     |     |     |           |           |  |  |  |

### Classements annexes
| Classement par points | Classement par points | Classement par points | Classement par points         | Classement par points |
| Coureuse              | Coureuse              | Pays                  | Équipe                        | Points                |
| --------------------- | --------------------- | --------------------- | ----------------------------- | --------------------- |
| 1re                   | Emma White            | États-Unis            | Rally Cycling                 | 22 pts                |
| 2e                    | Alexis Magner         | États-Unis            | Canyon-SRAM Racing            | 19 pts                |
| 3e                    | Kendall Ryan          | États-Unis            | Tibco-Silicon Valley Bank     | 16 pts                |
| 4e                    | Katie Hall            | États-Unis            | UnitedHealthcare Women's Team | 15 pts                |
| 5e                    | Arlenis Sierra        | Cuba                  | Astana Women's Team           | 15 pts                |
| 6e                    | Coryn Rivera          | États-Unis            | Sunweb                        | 15 pts                |
| 7e                    | Annette Edmondson     | Australie             | Wiggle High5                  | 15 pts                |
| 8e                    | Tayler Wiles          | États-Unis            | Trek-Drops                    | 12 pts                |
| 9e                    | Katarzyna Niewiadoma  | Pologne               | Canyon-SRAM Racing            | 9 pts                 |
| 10e                   | Jennifer Valente      | États-Unis            | Sho-Air Twenty20              | 9 pts                 |

| Classement par points | Classement par points | Classement par points | Classement par points         | Classement par points |
| Coureuse              | Coureuse              | Pays                  | Équipe                        | Points                |
| --------------------- | --------------------- | --------------------- | ----------------------------- | --------------------- |
| 1re                   | Emma White            | États-Unis            | Rally Cycling                 | 22 pts                |
| 2e                    | Alexis Magner         | États-Unis            | Canyon-SRAM Racing            | 19 pts                |
| 3e                    | Kendall Ryan          | États-Unis            | Tibco-Silicon Valley Bank     | 16 pts                |
| 4e                    | Katie Hall            | États-Unis            | UnitedHealthcare Women's Team | 15 pts                |
| 5e                    | Arlenis Sierra        | Cuba                  | Astana Women's Team           | 15 pts                |
| 6e                    | Coryn Rivera          | États-Unis            | Sunweb                        | 15 pts                |
| 7e                    | Annette Edmondson     | Australie             | Wiggle High5                  | 15 pts                |
| 8e                    | Tayler Wiles          | États-Unis            | Trek-Drops                    | 12 pts                |
| 9e                    | Katarzyna Niewiadoma  | Pologne               | Canyon-SRAM Racing            | 9 pts                 |
| 10e                   | Jennifer Valente      | États-Unis            | Sho-Air Twenty20              | 9 pts                 |

| Classement de la montagne | Classement de la montagne | Classement de la montagne | Classement de la montagne     | Classement de la montagne |
| Coureuse                  | Coureuse                  | Pays                      | Équipe                        | Points                    |
| ------------------------- | ------------------------- | ------------------------- | ----------------------------- | ------------------------- |
| 1re                       | Katie Hall                | États-Unis                | UnitedHealthcare Women's Team | 11 pts                    |
| 2e                        | Tayler Wiles              | États-Unis                | Trek-Drops                    | 9 pts                     |
| 3e                        | Sara Poidevin             | Canada                    | Rally Cycling                 | 6 pts                     |
| 4e                        | Lily Williams             | États-Unis                | Hagens Berman-Supermint       | 5 pts                     |
| 5e                        | Carolina Rodríguez        | Mexique                   | Astana Women's Team           | 5 pts                     |
| 6e                        | Coryn Rivera              | États-Unis                | Sunweb                        | 4 pts                     |
| 7e                        | Erica Magnaldi            | Italie                    | Bepink                        | 3 pts                     |
| 8e                        | Kathrin Hammes            | Allemagne                 | Trek-Drops                    | 3 pts                     |
| 9e                        | Katarzyna Niewiadoma      | Pologne                   | Canyon-SRAM Racing            | 1 pt                      |
| 10e                       | Diana Peñuela             | Colombie                  | UnitedHealthcare Women's Team | 1 pt                      |

| Classement de la montagne | Classement de la montagne | Classement de la montagne | Classement de la montagne     | Classement de la montagne |
| Coureuse                  | Coureuse                  | Pays                      | Équipe                        | Points                    |
| ------------------------- | ------------------------- | ------------------------- | ----------------------------- | ------------------------- |
| 1re                       | Katie Hall                | États-Unis                | UnitedHealthcare Women's Team | 11 pts                    |
| 2e                        | Tayler Wiles              | États-Unis                | Trek-Drops                    | 9 pts                     |
| 3e                        | Sara Poidevin             | Canada                    | Rally Cycling                 | 6 pts                     |
| 4e                        | Lily Williams             | États-Unis                | Hagens Berman-Supermint       | 5 pts                     |
| 5e                        | Carolina Rodríguez        | Mexique                   | Astana Women's Team           | 5 pts                     |
| 6e                        | Coryn Rivera              | États-Unis                | Sunweb                        | 4 pts                     |
| 7e                        | Erica Magnaldi            | Italie                    | Bepink                        | 3 pts                     |
| 8e                        | Kathrin Hammes            | Allemagne                 | Trek-Drops                    | 3 pts                     |
| 9e                        | Katarzyna Niewiadoma      | Pologne                   | Canyon-SRAM Racing            | 1 pt                      |
| 10e                       | Diana Peñuela             | Colombie                  | UnitedHealthcare Women's Team | 1 pt                      |

| Classement du meilleur jeune | Classement du meilleur jeune | Classement du meilleur jeune | Classement du meilleur jeune | Classement du meilleur jeune |
| Coureuse                     | Coureuse                     | Pays                         | Équipe                       | Temps                        |
| ---------------------------- | ---------------------------- | ---------------------------- | ---------------------------- | ---------------------------- |
| 1re                          | Sara Poidevin                | Canada                       | Rally Cycling                | 7 h 52 min 54 s              |
| 2e                           | Juliette Labous              | France                       | Sunweb                       | + 45 s                       |
| 3e                           | Grace Anderson               | Nouvelle-Zélande             | Team Illuminate              | + 1 min 38 s                 |
| 4e                           | Sofia Bertizzolo             | Italie                       | Astana Women's Team          | + 3 min 53 s                 |
| 5e                           | Emma White                   | États-Unis                   | Rally Cycling                | + 6 min 43 s                 |
| 6e                           | Mikayla Harvey               | Nouvelle-Zélande             | Team Illuminate              | + 7 min 47 s                 |
| 7e                           | Andrea Ramírez               | Mexique                      | Swapit Agolico               | + 8 min 10 s                 |
| 8e                           | María José Vargas            | Costa Rica                   | Swapit Agolico               | + 8 min 10 s                 |
| 9e                           | Brenda Santoyo               | Mexique                      | Swapit Agolico               | + 8 min 38 s                 |
| 10e                          | Elizabeth Holden             | Royaume-Uni                  | Trek-Drops                   | + 9 min 11 s                 |

| Classement du meilleur jeune | Classement du meilleur jeune | Classement du meilleur jeune | Classement du meilleur jeune | Classement du meilleur jeune |
| Coureuse                     | Coureuse                     | Pays                         | Équipe                       | Temps                        |
| ---------------------------- | ---------------------------- | ---------------------------- | ---------------------------- | ---------------------------- |
| 1re                          | Sara Poidevin                | Canada                       | Rally Cycling                | 7 h 52 min 54 s              |
| 2e                           | Juliette Labous              | France                       | Sunweb                       | + 45 s                       |
| 3e                           | Grace Anderson               | Nouvelle-Zélande             | Team Illuminate              | + 1 min 38 s                 |
| 4e                           | Sofia Bertizzolo             | Italie                       | Astana Women's Team          | + 3 min 53 s                 |
| 5e                           | Emma White                   | États-Unis                   | Rally Cycling                | + 6 min 43 s                 |
| 6e                           | Mikayla Harvey               | Nouvelle-Zélande             | Team Illuminate              | + 7 min 47 s                 |
| 7e                           | Andrea Ramírez               | Mexique                      | Swapit Agolico               | + 8 min 10 s                 |
| 8e                           | María José Vargas            | Costa Rica                   | Swapit Agolico               | + 8 min 10 s                 |
| 9e                           | Brenda Santoyo               | Mexique                      | Swapit Agolico               | + 8 min 38 s                 |
| 10e                          | Elizabeth Holden             | Royaume-Uni                  | Trek-Drops                   | + 9 min 11 s                 |

| Classement par équipes | Classement par équipes            | Classement par équipes | Classement par équipes |
| Équipe                 | Équipe                            | Pays                   | Temps                  |
| ---------------------- | --------------------------------- | ---------------------- | ---------------------- |
| 1re                    | Unitedhealthcare Pro Cycling Team | États-Unis             | 23 h 39 min 33 s       |
| 2e                     | Rally                             | États-Unis             | + 1 min 51 s           |
| 3e                     | Tibco-Silicon Valley Bank         | États-Unis             | + 2 min 02 s           |
| 4e                     | Astana Women's                    | Kazakhstan             | + 3 min 35 s           |
| 5e                     | Trek-Drops                        | Royaume-Uni            | + 4 min 36 s           |
| 6e                     | Sho-Air Twenty20                  | États-Unis             | + 10 min 39 s          |
| 7e                     | Canyon-SRAM Racing                | Allemagne              | + 12 min 25 s          |
| 8e                     | Sunweb                            | Pays-Bas               | + 13 min 50 s          |
| 9e                     | Hagens Berman-Supermint           | États-Unis             | + 15 min 39 s          |
| 10e                    | Swapit Agolico                    | Mexique                | + 15 min 58 s          |

| Classement par équipes | Classement par équipes            | Classement par équipes | Classement par équipes |
| Équipe                 | Équipe                            | Pays                   | Temps                  |
| ---------------------- | --------------------------------- | ---------------------- | ---------------------- |
| 1re                    | Unitedhealthcare Pro Cycling Team | États-Unis             | 23 h 39 min 33 s       |
| 2e                     | Rally                             | États-Unis             | + 1 min 51 s           |
| 3e                     | Tibco-Silicon Valley Bank         | États-Unis             | + 2 min 02 s           |
| 4e                     | Astana Women's                    | Kazakhstan             | + 3 min 35 s           |
| 5e                     | Trek-Drops                        | Royaume-Uni            | + 4 min 36 s           |
| 6e                     | Sho-Air Twenty20                  | États-Unis             | + 10 min 39 s          |
| 7e                     | Canyon-SRAM Racing                | Allemagne              | + 12 min 25 s          |
| 8e                     | Sunweb                            | Pays-Bas               | + 13 min 50 s          |
| 9e                     | Hagens Berman-Supermint           | États-Unis             | + 15 min 39 s          |
| 10e                    | Swapit Agolico                    | Mexique                | + 15 min 58 s          |

## Évolution des classements
| Étape              | Vainqueur          | Classement général | Classement par points | Classement de la montagne | Classement de la meilleure jeune | Classement par équipes | Prix de la combativité |
| ------------------ | ------------------ | ------------------ | --------------------- | ------------------------- | -------------------------------- | ---------------------- | ---------------------- |
| 1                  | Kendall Ryan       | Kendall Ryan       | Kendall Ryan          | non attribué              | Emma White                       | Sunweb                 | Whitney Allison        |
| 2                  | Katie Hall         | Katie Hall         | Katie Hall            | Katie Hall                | Sara Poidevin                    | UnitedHealthcare       | Lily Williams          |
| 3                  | Arlenis Sierra     | Katie Hall         | Emma White            | Katie Hall                | Sara Poidevin                    | UnitedHealthcare       | Liane Lippert          |
| Classements finals | Classements finals | Katie Hall         | Emma White            | Katie Hall                | Sara Poidevin                    | UnitedHealthcare       | non attribué           |

## Liste des participantes
| Légende                                          | Légende                                                                                              | Légende                                | Légende |
| ------------------------------------------------ | --- | -------------------------------------- | --- |
| Num                                              | Dossard de départ porté par la coureuse sur ce Tour de Californie féminin                            | Pos                                    | Position finale au classement général                                                                         |
| Leader du classement général                     | Indique la vainqueur du classement général                                                           | Leader du classement par points        | Indique la vainqueur du classement par points                                                                 |
| Leader du classement de la montagne              | Indique la vainqueur du classement de la montagne                                                    | Leader du classement du meilleur jeune | Indique la vainqueur du classement de la meilleure jeune                                                      |
| Coureur élu combatif lors de la précédente étape | Indique la coureuse la plus combative                                                                |                                        | Indique un maillot de champion national ou mondial, suivi de sa spécialité                                    |
| #                                                | Indique la meilleure équipe                                                                          | NP                                     | Indique une coureuse qui n'a pas pris le départ d'une étape, suivi du numéro de l'étape où elle s'est retirée |
| AB                                               | Indique une coureuse qui n'a pas terminé une étape, suivi du numéro de l'étape où elle s'est retirée | HD                                     | Indique un coureuse qui a terminé une étape hors des délais, suivi du numéro de l'étape                       |
| DSQ                                              | Indique un coureur qui a été disqualifié de la course, suivi du numéro de l'étape                    | *                                      | Indique un coureuse en lice pour le classement de la meilleure jeune (coureuses nées après le )               |

| UnitedHealthcare# UHC | UnitedHealthcare# UHC | UnitedHealthcare# UHC |
| --------------------- | --------------------- | --------------------- |
| Num                   | Coureur               | Pos                   |
| 1                     | Katie Hall (USA)      | 1re                   |
| 2                     | Elizabeth Banks (GBR) | 49e                   |
| 3                     | Lauren Hall (USA)     | 23e                   |
| 4                     | Lauretta Hanson (AUS) | 47e                   |
| 5                     | Diana Peñuela (COL)   | 18e                   |
| 6                     | Leah Thomas (USA)     | 8e                    |

| Astana Women's ASA | Astana Women's ASA           | Astana Women's ASA |
| ------------------ | ---------------------------- | ------------------ |
| Num                | Coureur                      | Pos                |
| 11                 | Arlenis Sierra (CUB) (route) | 42e                |
| 12                 | Sofia Bertizzolo (ITA)       | 24e                |
| 13                 | Liliana Moreno (COL)         | 11e                |
| 14                 | Carolina Rodriguez (MEX)     | 6e                 |

| Sélection nationale des États-Unis | Sélection nationale des États-Unis | Sélection nationale des États-Unis |
| ---------------------------------- | ---------------------------------- | ---------------------------------- |
| Num                                | Coureur                            | Pos                                |
| 21                                 | Megan Guarnier (USA)               | 20e                                |
| 22                                 | Christina Birch (USA)              | HD-2                               |
| 23                                 | Katie Compton (USA)                | 69e                                |
| 24                                 | Samantha Schneider (USA)           | 67e                                |
| 25                                 | Skylar Schneider (USA)             | 66e                                |
| 26                                 | Jennifer Wheeler (USA)             | 63e                                |

| Sunweb SUN | Sunweb SUN               | Sunweb SUN |
| ---------- | ------------------------ | ---------- |
| Num        | Coureur                  | Pos        |
| 31         | Coryn Rivera (USA)       | 45e        |
| 32         | Juliette Labous (FRA)    | 9e         |
| 33         | Liane Lippert (GER)      | 53e        |
| 34         | Pernille Mathiesen (DEN) | 68e        |
| 35         | Julia Soek (NED)         | 50e        |
| 36         | Ruth Winder (USA)        | 21e        |

| Wiggle High5 WHT | Wiggle High5 WHT        | Wiggle High5 WHT |
| ---------------- | ----------------------- | ---------------- |
| Num              | Coureur                 | Pos              |
| 41               | Annette Edmondson (AUS) | 61e              |
| 42               | Rachele Barbieri (ITA)  | HD-2             |
| 43               | Grace Brown (AUS)       | 38e              |
| 44               | Lucy Garner (GBR)       | 77e              |
| 45               | Julie Leth (DEN)        | 59e              |
| 46               | Macey Stewart (AUS)     | 56e              |

| Canyon-SRAM Racing CSR | Canyon-SRAM Racing CSR     | Canyon-SRAM Racing CSR |
| ---------------------- | -------------------------- | ---------------------- |
| Num                    | Coureur                    | Pos                    |
| 51                     | Katarzyna Niewiadoma (POL) | 3e                     |
| 52                     | Tanja Erath (GER)          | 58e                    |
| 53                     | Christa Riffel (GER)       | 75e                    |
| 54                     | Alexis Ryan (USA)          | 32e                    |
| 55                     | Leah Thorvilson (USA)      | AB-3                   |
| 56                     | Trixi Worrack (GER )       | 33e                    |

| Tibco-Silicon Valley Bank TIB | Tibco-Silicon Valley Bank TIB | Tibco-Silicon Valley Bank TIB |
| ----------------------------- | ----------------------------- | ----------------------------- |
| Num                           | Coureur                       | Pos                           |
| 61                            | Ingrid Drexel (MEX)           | 22e                           |
| 62                            | Brodie Chapman (AUS)          | 5e                            |
| 63                            | Alice Cobb (GBR)              | 19e                           |
| 64                            | Alison Jackson (CAN)          | 13e                           |
| 65                            | Shannon Malseed (AUS)         | 30e                           |
| 66                            | Kendall Ryan (USA)            | 60e                           |

| Trek-Drops DRP | Trek-Drops DRP         | Trek-Drops DRP |
| -------------- | ---------------------- | -------------- |
| Num            | Coureur                | Pos            |
| 71             | Tayler Wiles (USA)     | 2e             |
| 72             | Anna Christian (GBR)   | 27e            |
| 73             | Kathrin Hammes (GER)   | 17e            |
| 74             | Elizabeth Holden (GBR) | 43e            |
| 75             | Manon Lloyd (GBR)      | 62e            |
| 76             | Hannah Payton (GBR)    | 51e            |

| Sho-Air Twenty20 T20 | Sho-Air Twenty20 T20   | Sho-Air Twenty20 T20 |
| -------------------- | ---------------------- | -------------------- |
| Num                  | Coureur                | Pos                  |
| 81                   | Chloe Dygert (USA)     | NP-2                 |
| 82                   | Margot Clyne (USA)     | 26e                  |
| 83                   | Allie Dragoo (USA)     | 28e                  |
| 84                   | Jasmin Duehring (CAN)  | 16e                  |
| 85                   | Stephanie Roorda (CAN) | 52e                  |
| 86                   | Jennifer Valente (USA) | 46e                  |

| Illuminate | Illuminate             | Illuminate |
| ---------- | ---------------------- | ---------- |
| Num        | Coureur                | Pos        |
| 91         | Mikayla Harvey (NZL)   | 36e        |
| 92         | Grace Anderson (NZL)   | 15e        |
| 93         | Rebecca Beaumont (CAN) | 37e        |
| 94         | Libby Caldwell (USA)   | AB-2       |
| 95         | Shoko Kashiki (JPN)    | 35e        |
| 96         | Lexie Millard (USA)    | 73e        |

| Rally RLW | Rally RLW             | Rally RLW |
| --------- | --------------------- | --------- |
| Num       | Coureur               | Pos       |
| 101       | Sara Poidevin (CAN)   | 7e        |
| 102       | Erica Allar (USA)     | 71e       |
| 103       | Sara Bergen (CAN)     | 14e       |
| 104       | Kirsti Lay (CAN)      | 12e       |
| 105       | Katherine Maine (CAN) | 64e       |
| 106       | Emma White (USA)      | 31e       |

| Hagens Berman-Supermint HBS | Hagens Berman-Supermint HBS | Hagens Berman-Supermint HBS |
| --------------------------- | --------------------------- | --------------------------- |
| Num                         | Coureur                     | Pos                         |
| 111                         | Jennifer Luebke (USA)       | 29e                         |
| 112                         | Whitson Allison (USA)       | 25e                         |
| 113                         | Jessica Cerra (USA)         | 34e                         |
| 114                         | Liza Rachetto (USA)         | 65e                         |
| 115                         | Starla Teddergreen (USA)    | 57e                         |
| 116                         | Lily Williams (USA)         | 44e                         |

| Swapit Agolico SWA | Swapit Agolico SWA      | Swapit Agolico SWA |
| ------------------ | ----------------------- | ------------------ |
| Num                | Coureur                 | Pos                |
| 121                | Andrea Ramirez (MEX)    | 39e                |
| 122                | Paola Muñoz (CHI)       | 74e                |
| 123                | Marcela Prieto (MEX)    | 10e                |
| 124                | Lizbeth Salazar (MEX)   | 55e                |
| 125                | Brenda Santoyo (MEX)    | 41e                |
| 126                | Maria Jose Vargas (CUB) | 40e                |

| Bepink BPK | Bepink BPK                    | Bepink BPK |
| ---------- | ----------------------------- | ---------- |
| Num        | Coureur                       | Pos        |
| 131        | Erica Magnaldi (ITA)          | 4e         |
| 132        | Tereza Medvedova (SVK)        | 70e        |
| 133        | Lisa Morzenti (ITA)           | 76e        |
| 134        | Maria Vittoria Sperotto (ITA) | 48e        |
| 135        | Silvia Valsecchi (ITA)        | 72e        |

| Sélection nationale du Mexique | Sélection nationale du Mexique | Sélection nationale du Mexique |
| ------------------------------ | ------------------------------ | ------------------------------ |
| Num                            | Coureur                        | Pos                            |
| 141                            | Jessica Bonilla (MEX)          | AB-2                           |
| 142                            | Yusseli Mendivil (MEX)         | 54e                            |
| 143                            | Mayra Del Rocio (MEX)          | NP-3                           |
| 144                            | Mitca Salomon (MEX)            | AB-2                           |

Source.